# Altpreußisches Infanterieregiment No. 4 (1806)
Das Infanterieregiment mit der späteren Nummer No. 4 war eines der ältesten brandenburgisch-preußischen Regimenter. Es wurde 1672 als Dohna zu Fuß aus Rekruten der Festung Küstrin aufgestellt, war aber in Folge ein ostpreußisches Regiment.

## Allgemeine Geschichte
Das Regiment wurde 1672 unter Gouverneur Christian Albrecht von Dohna aus Abgaben der Küstrin errichtet. 1685 gab es Teile des Regiments an die Regimenter Markgraf Brandenburg zu Fuß (1806: No. 12), 1693 an Sydow zu Fuß (1806: No. 17) und 1700 an Brandenburg-Schwedt zu Fuß (1806: No. 19) ab.

## Garnison, Ersatz und soziale Verhältnisse
Bis 1772 war es in Preußisch Holland, Liebstadt und Mühlhausen (Ostpreußen) stationiert. Die Grenadierkompanien standen in Liebstadt. 1773 wird Elbing Garnisonsstadt. Die Grenadiere gehen nach Marienburg. Der Kanton bildet Ostpreußen. Rekruten stammen vor allem aus den Ämtern Gilgenburg, Liebstadt, Mohrungen, Preußisch Holland, Bohlenhof, Osterode, Hohenstein, Preußisch Mark, Liebemühl und zum Teil Preußisch Eylau und aus den Städten Preußisch Holland, Mühlhausen, Gilgenburg, Liebstadt, Soldau.

## Beurteilung
Das Regiment wurde im Siebenjährigen Krieg relativ wenig eingesetzt, fiel in der Schlacht bei Groß-Jägersdorf positiv auf, fiel aber wie alle ostpreußischen Regimenter in Ungnade.

## Verbleib und Nachfolge
Das Regiment wurde am 11. November 1806 als Regiment zu Fuß Kalckreuth No. 4 in Ratekau und Travemünde durch Kapitulation aufgelöst. Das III. Bataillon 1807 unter Kalckreuth in Danzig.

## Uniform, Ausrüstung
Im 18. Jahrhundert bestand die Regimentsuniform aus einer blauen Uniformjacke mit roten Ärmel- und
Rockaufschlägen und weißen Litzen. Die Mütze der Flügelgrenadiere war beige-rot, Goldmessingbeschlag mit weinrot-orangem Püschel. Die Regimentsfahne war weinrot mit gelben Flammen.